# 卡米洛·彭斯·恩里克斯
卡米洛·彭斯·恩里克斯（Camilo Ponce Enríquez，1912年1月31日—1976年9月13日），厄瓜多政治人物，出生於基多。他與西斯托·杜蘭-巴連於1951年建立社會基督教黨，1956年至1960年擔任厄瓜多總統。